# Borowiec (Skrzypaczowice)
Borowiec – część wsi Skrzypaczowice w Polsce, położona w województwie świętokrzyskim, w powiecie sandomierskim, w gminie Łoniów. Należy do sołectwa Skrzypaczowice.
W latach 1975–1998 Borowiec administracyjnie należał do województwa tarnobrzeskiego.